# Passarinha

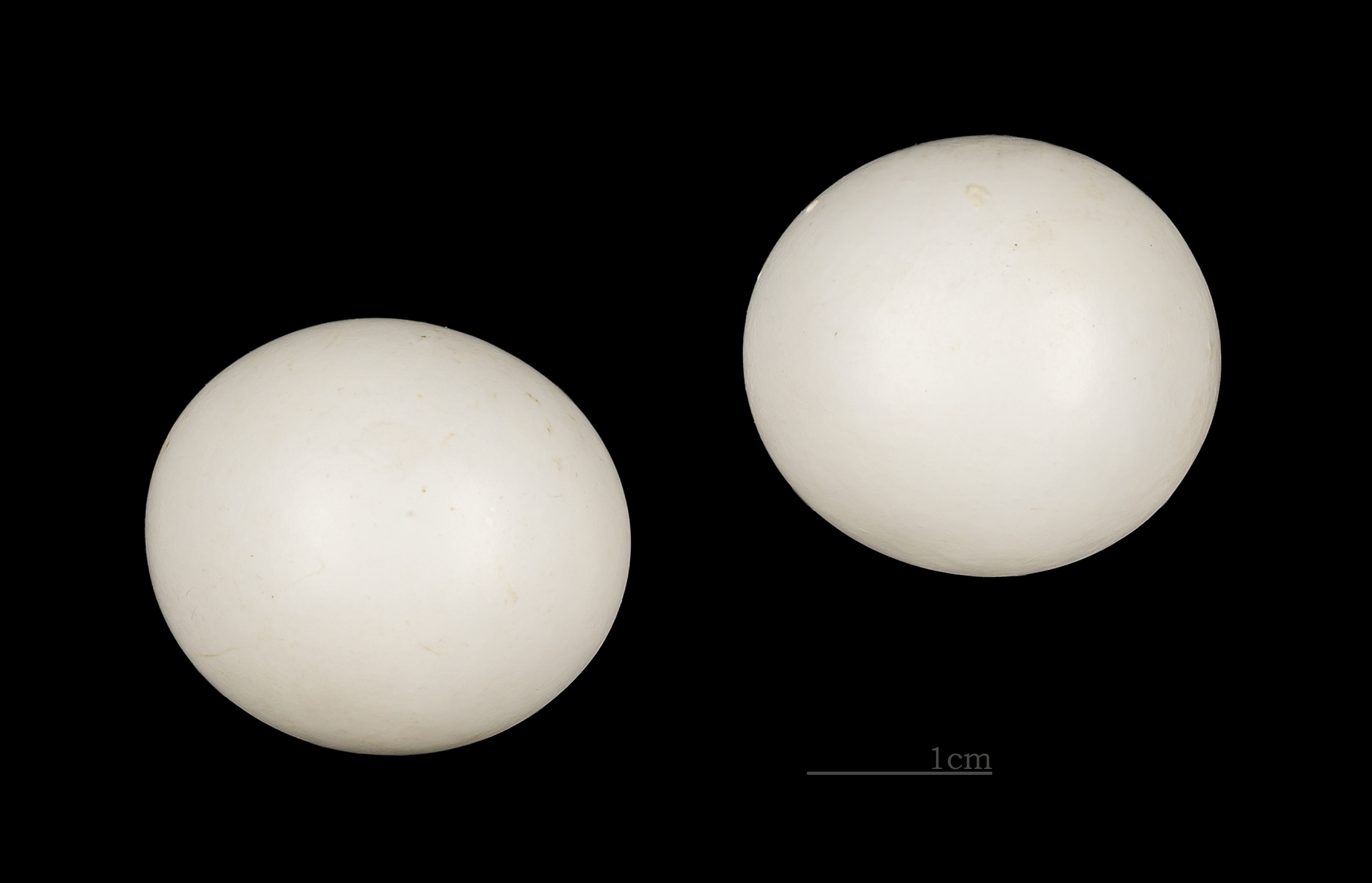
Halcyon leucocephala MHNT

Passarinha (Halcyon leucocephala) é um guarda-rios com uma grande zona de distribuição que vai de Cabo Verde (ilhas de Brava, Fogo e Santiago), Mauritânia, Senegal e Gâmbia, até à Etiópia, Somália e sul da Arábia, a leste, e África do Sul, a sul.